# بنو سی. اشمیت جونیور
بنو سی. اشمیت جونیور (انگلیسی: Benno C. Schmidt Jr.؛ زادهٔ ۲۰ مارس ۱۹۴۲) رئیس فعلی مجموعهٔ آموزشی «اَونیوز: ورلد اسکول» و همچنین رئیس هیئت امنای دانشگاه شهری نیویورک و اهل ایالات متحده آمریکا است.
او از سال ۱۹۸۶ تا ۱۹۹۲ میلادی، بیستمین رئیس دانشگاه ییل بود. پیش‌تر نیز، وی رئیس مدرسه حقوق کلمبیا، استادتمامِ رشتهٔ حقوق اساسی و رئیس «دانشکده‌های ادیسون» بوده است.
وی یک کارشناس برجسته در زمینهٔ متمم اول قانون اساسی ایالات متحده آمریکا
و «جامعه‌شناسی ارتباطات نژاد و قوم» و همچنین در دیوان عالی ایالات متحده آمریکا است و مدتی برای قاضی ارشد ایالات متحده آمریکا «ارل وارن» در دیوان عالی ایالات متحده آمریکا کار کرده بود.
در سال ۱۹۹۸ میلادی با فرمان رسمی و اجرایی رودی جولیانی، او به ریاست کارگروهی برگزیده شد تا مسائل و مشکلات سیستمی دانشگاه شهری نیویورک را بررسی و گزارش کند.